# 克維特峰
72°29′S 1°13′E / 72.483°S 1.217°E
克維特峰是南極洲的山峰，位於東部南極洲的毛德皇后地，處於克維特舍倫嶺東南13公里，屬於斯維爾德魯普山脈的一部分，現時受南極條約體系管理。